# استفانو مائینتی
استفانو مائینتی (انگلیسی: Stefano Mainetti؛ زادهٔ ۸ اوت ۱۹۵۷) موسیقی‌دان، آهنگساز، رهبر ارکستر، تهیه‌کننده موسیقی، گیتارنواز اهل ایتالیا است. وی از سال ۱۹۸۳ میلادی تاکنون مشغول فعالیت بوده‌است.
از فیلم‌هایی که وی در آن‌ها نقش داشته‌است، می‌توان به ترس از صحنه، اینترزون، لذت بسیار، صومعه گناهکاران، یک ذهن شهوت‌آلود، میل به تماشا، تیرانداز، ماشه خاموش و افسانه مومیایی اشاره نمود.